# Planetário Juan Bernardino Marques Barrio
O Planetário Juan Bernardino Marques Barrio, também conhecido como Planetário da UFG, está localizado no Parque Mutirama, na cidade de Goiânia, em Goiás. Inaugurado em 23 de abril de 1970, é administrado pela Universidade Federal de Goiás. Sua construção se deu em parceria com a prefeitura de Goiânia, sendo Iris Rezende o então prefeito da época. Atualmente o espaço oferece atividades de extensão para estudantes dos cursos de graduação da universidade e também recebe visitas do público. É mantido pelo Instituto de Estudos Socioambientais (IESA).